# Baisopardus gigas
Baisopardus gigas là một loài côn trùng trong họ Palaeoleontidae thuộc bộ Neuroptera. Loài này được Martins-Neto & Vulcano miêu tả năm 1997.